# هيو سبرينغر
هيو سبرينغر هو سياسي باربادوسي، ولد في 22 يونيو 1913 في أبرشية سانت مايكل في باربادوس، وتوفي في 14 أبريل 1994 في بريدج تاون في باربادوس. نشط حزبياً في Barbados Workers' Union ‏. وقد انتخب Governor-General of Barbados ‏.

## وصلات خارجية
- هيو سبرينغر على موقع IMDb (الإنجليزية)